# George Hively
George Hively, o  George C. Hively (Springfield, 6 settembre 1889 – Los Angeles, 2 marzo 1950), è stato un montatore e sceneggiatore statunitense.

## Biografia
Nato nel Missouri (ma alcune fonti parlano dell'Arkansas, Hively iniziò la sua carriera di sceneggiatore e scrittore per il cinema nel 1917, scrivendo una storia dal titolo The Toll of Vengeance, che venne adattata per il film The Devil's Pay Day, una produzione dell'Universal. Scrisse in totale, nell'arco di dieci anni, 87 tra soggetti e sceneggiature di film, molti dei quali western diretti da John Ford. Il suo ultimo film, scritto e sceneggiato, fu The Western Rover, diretto da Albert S. Rogell e prodotto da Carl Laemmle per l'Universal Pictures. 
Ritiratosi dalla scrittura cinematografica, intraprese una nuova carriera come montatore: il suo primo film, The Taxi Dancer, uscì nel febbraio del 1927, interpretato da una giovanissima Joan Crawford. Come montatore, partecipò a 64 pellicole, lavorando tra gli altri con registi come Howard Hawks, Edmund Goulding, John Ford. Per Ford, lavorò a Il traditore (The Informer) e fu candidato al Premio Oscar per il montaggio nel 1936, il secondo anno in cui veniva assegnato il premio. Il suo ultimo film è stato Spreadin' the Jam, un cortometraggio musicale diretto da Charles Walters nel 1945.
Hively è padre di due montatori, George e Jack. Entrambi hanno lavorato per la TV e per il cinema.
George Hively è morto a Los Angeles nel 1950, all'età di 61 anni.

## Filmografia
La filmografia è completa. Quando manca il nome del regista, questo non viene riportato nei titoli

### Sceneggiatore
- The Devil's Pay Day, regia di William Worthington (1917)
- Number 10, Westbound, regia di Henry MacRae (1917)
- The Golden Bullet, regia di Fred Kelsey (1917)
- Double Suspicion, regia di George Marshall (1917)
- Six-Shooter Justice, regia di Fred Kelsey (1917)
- Il pastore di anime (The Soul Herder), regia di John Ford (1917)
- Squaring It, regia di George Marshall (1917)
- Centro! (Straight Shooting), regia di John Ford (1917)
- A Perilous Leap, regia di J. Gunnis Davis (1917)
- The Texas Sphinx, regia di Fred Kelsey (1917)
- The Dynamite Special, regia di J. Gunnis Davis (1917)
- L'uomo segreto (The Secret Man), regia di John Ford (1917)
- The Lion's Lair, regia di W.B. Pearson (1917)
- Un uomo segnato (A Marked Man), regia di John Ford (1917)
- The End of the Run, regia di J. Gunnis Davis (1917)
- All'assalto del viale (Bucking Broadway), regia di Jack Ford (John Ford) (1917)
- I cavalieri fantasma (The Phantom Riders), regia di John Ford (1918)
- Donne selvagge (Wild Women), regia di John Ford (1918)
- L'oro dei ladri (Thieves' Gold), regia di John Ford (1918)
- La goccia scarlatta (The Scarlet Drop), regia di John Ford (1918)
- Inganno di donna (A Woman's Fool), regia di John Ford (1918)
- Under False Pretenses, regia di James D. Davis (1918)
- Deuce Duncan, regia di Thomas N. Heffron (1918)
- The Black Horse Bandit, regia di Harry Harvey (1919)
- The Canyon Mystery, regia di Harry Harvey (1919)
- I fratelli rivali (The Fighting Brothers), regia di John Ford (1919)
- The Flip of a Coin, regia di John Francis Dillon (1919)
- The Rustlers, regia di Reginald Barker (1919)
- A Prisoner for Life, regia di John Francis Dillon (1919)
- A Phantom Fugitive, regia di Jacques Jaccard (1919)
- The Wild Rider, regia di Jacques Jaccard (1919)
- Cyclone Smith's Comeback, regia di Jacques Jaccard (1919)
- Cyclone Smith Plays Trumps, regia di Jacques Jaccard (1919)
- The Missing Bullet, regia di J.P. McGowan (1919)
- Down But Not Out, regia di Jacques Jaccard (1919)
- Cyclone Smith's Partner, regia di Jacques Jaccard (1919)
- For Life, regia di J.P. McGowan (1919)
- L'asso della stella o L'ultimo fuorilegge (Ace of the Saddle), regia di John Ford (1919)
- Tempest Cody Hits the Trail, regia di Jacques Jaccard (1919)
- Tempest Cody Flirts with Death, regia di Jacques Jaccard (1919)
- Tempest Cody Rides Wild, regia di Jacques Jaccard (1919)
- Tempest Cody's Man Hunt, regia di Jacques Jaccard (1919)
- Tempest Cody Plays Detective, regia di George Holt (1919)
- Winning a Bride, regia di Raymond Wells (1919)
- Tempest Cody Bucks the Trust, regia di George Holt (1919)
- Tempest Cody Turns the Tables, regia di George Holt (1919)
- The Great Air Robbery, regia di Jacques Jaccard (1919)
- The Rattler's Hiss, regia di B. Reeves Eason (1920)
- When the Cougar Called, regia di Arthur J. Flaven (1920)
- One He Man, regia di Henry Murray (1920)
- The Moon Riders, regia di B. Reeves Eason e Theodore Wharton (1920)
- The Gun Game, regia di Arthur J. Flaven (1920)
- Sotto giudizio (Under Sentence), regia di Edward O'Fearna (1920
- Red Hot Trail, regia di Mack V. Wright (1920)
- The Dragon's Net, regia di Henry MacRae (1920)
- Cinders, regia di Edward Laemmle (1920)
- Luring Lips, regia di King Baggot (1921)
- Go Straight, regia di William Worthington (1921)
- The Bearcat, regia di Edward Sedgwick (1922)
- The Man Who Married His Own Wife, regia di Stuart Paton (1922)
- The Black Bag, regia di Stuart Paton (1922)
- Ridin' Through, regia di Robert N. Bradbury (1922)
- The Loaded Door, regia di Harry A. Pollard (1922)
- Don't Shoot, regia di Jack Conway (1922)
- The Altar Stairs, regia di Lambert Hillyer (1922)
- The Flash, regia di William James Craft (1923)
- Flames of Passion, regia di Harry Moody (1923)
- The Phantom Fortune, regia di Robert F. Hill (1923)
- Don Quickshot of the Rio Grande, regia di George Marshall (1923)
- McGuire of the Mounted, regia di Richard Stanton (1923)
- Where Is This West?, regia di George Marshall (1923)
- Men in the Raw, regia di George Marshall (1923)
- Valley of Hate, regia di Russell Allen (1924)
- His Own Law (1924)
- The Passing of Wolf MacLean, regia di Paul Hurst (1924)
- The Rattler, regia di Paul Hurst (1925)
- Folly of Youth (1925)
- Ridin' Pretty, regia di Arthur Rosson (1925)
- Three in Exile, regia di Fred Windemere (1925)
- A Man of Nerve, regia di Louis Chaudet (1925)
- Pals, regia di John P. McCarthy (1925)
- The Grey Vulture, regia di Forrest Sheldon (1926)
- The Call of Hazard, regia di William A. Crinley (1926)
- Looking for Trouble, regia di Robert N. Bradbury (1926)
- Coming Back, regia di William A. Crinley (1926)
- The Rambling Ranger, regia di Dell Henderson (1927)
- The Western Rover, regia di Albert S. Rogell (1927)

### Montatore
- The Taxi Dancer, regia di Harry F. Millarde (1927)
- Altars of Desire, regia di Christy Cabanne (1927)
- On Ze Boulevard, regia di Harry F. Millarde (1927)
- The Trail of '98, regia di Clarence Brown (1928)
- Excess Baggage, regia di James Cruze (1928)
- Brotherly Love, regia di Charles Reisner (1928)
- The Duke Steps Out, regia di James Cruze (1929)
- Slim prende moglie (China Bound), regia di Charles Reisner (1929)
- A Man's Man, regia di James Cruze (1929)
- Cuori e motori (Speedway), regia di Harry Beaumont (1929)
- Arcobaleno, regia di Charles Reisner (1930)
- La borsa e la vita (Caught Short), regia di Charles Reisner (1930)
- Ragazze che sognano (Our Blushing Bride), regia di Harry Beaumont (1930)
- Those Three French Girls, regia di Harry Beaumont (1930)
- The Great Meadow, regia di Charles Brabin (1931)
- La via del male (Dance, Fools, Dance), regia di Harry Beaumont (1931)
- A Tailor Made Man, regia di Sam Wood (1931)
- Laughing Sinners, regia di Harry Beaumont (1931)
- Risveglio (West of Broadway), regia di Harry Beaumont (1931)
- Polly of the Circus, regia di Alfred Santell (1932)
- Come tu mi vuoi (As You' Desire Me), regia di (non accreditato) George Fitzmaurice (1932)
- Blondie of the Follies, regia di Edmund Goulding (1932)
- Little Orphan Annie, regia di John S. Robertson (1932)
- Labbra proibite (Rockabye), regia di George Cukor e, non accreditato George Fitzmaurice (1932)
- The Great Jasper, regia di J. Walter Ruben (1933)
- No Marriage Ties, regia di J. Walter Ruben (1933)
- Ace of Aces, regia di J. Walter Ruben (1933)
- La donna nell'ombra (The Life of Vergie Winters, regia di Alfred Santell (1934)
- The Age of Innocence, regia di Philip Moeller (1934)
- Wednesday's Child, regia di John S. Robertson (1934)
- Enchanted April, regia di Harry Beaumont (1935)
- Captain Hurricane, regia di John S. Robertson (1935)
- Il traditore (The Informer), regia di John Ford (1935)
- I tre moschettieri (The Three Musketeers), regia di Rowland V. Lee (1935)
- Another Face, regia di Christy Cabanne (1935)
- Sogni dorati (The Farmer in the Dell), regia di Ben Holmes (1936)
- Special Investigator, regia di Louis King (1936)
- The Last Outlaw, regia di Christy Cabanne (1936)
- L'incontentabile (Walking on Air), regia di Joseph Santley (1936)
- L'aratro e le stelle (The Plough and the Stars), regia di John Ford (1936)
- Alla conquista dei dollari (The Toast of New York), regia di Rowland V. Lee e, non accreditato, Alexander Hall (1937)
- Pronto per due (Breakfast for Two), regia di Alfred Santell (1937)
- Susanna (Bringing Up Baby), regia di Howard Hawks (1938)
- Mother Carey's Chickens, regia di Rowland V. Lee (1938)
- Il terzo delitto (The Mad Miss Manton), regia di Leigh Jason (1938)
- Un grande amore (Love Affair), regia di Leo McCarey (1939)
- Conspiracy, regia di Lew Landers (1939)
- Bad Lands, regia di Lew Landers (1939)
- Laddie, regia di Jack Hively (1940)
- Abramo Lincoln (Abe Lincoln in Illinois), regia di John Cromwell (1940)
- Anne of Windy Poplars, regia di Jack Hively (1940)
- I due avventurieri (Little Men), regia di Norman Z. McLeod (1940)
- The Saint in Palm Springs, regia di Jack Hively (1941)
- Hurry, Charlie, Hurry, regia di Charles E. Roberts (1941)
- Parachute Battalion, regia di Leslie Goodwins (1941)
- Papà prende moglie (Father Takes a Wife), regia di Jack Hively (1941)
- Four Jacks and a Jill, regia di Jack Hively (1942)
- Al di sopra di ogni sospetto (Above Suspicion), regia di Richard Thorpe (1943)
- Song of Russia, regia di Gregory Ratoff e, non accreditato, László Benedek  (1944)
- 3 Men in White, regia di Willis Goldbeck (1944)
- Sperduti nell'harem (Lost in Harem), regia di Charles Reisner (1944)
- Blonde Fever, regia di Richard Whorf (1944)
- The Hidden Eye, regia di Richard Whorf (1945)
- Spreadin' the Jam, regia di Charles Walters (1945)